# Paulette Jordan
Paulette Jordan, née le 7 décembre 1979 à Coeur d'Alene (États-Unis), est une femme politique américaine amérindienne. Membre du Parti démocrate, elle siège à la Chambre des représentants de l'Idaho (en) de 2014 à 2018.  
Son expérience en politique remonte à 2009, lorsqu'elle obtient un siège au Conseil tribal du peuple de Coeur d'Alène avant de devenir membre du Conseil des Tribus Affiliées aux Indiens du Nord-Ouest au sein duquel elle représente les Coeurs d'Alène. 
Candidate nommée par son parti pour le poste de gouverneur de l'Idaho lors de l'élection de 2018 (en). En cas de victoire, elle aurait été la première amérindienne gouverneure d'un État des États-Unis et la première femme gouverneure de l'Idaho. Elle est néanmoins battue par le candidat du Parti républicain, le lieutenant-gouverneur de l'Idaho Brad Little, qui obtient 59,8 % des suffrages exprimés. 
Le 7 février 2020, elle annonce son intention de se présenter contre le républicain Jim Risch qui représente l'État au Sénat américain. Le 19 mai 2020, elle remporte facilement l'investiture démocrate pour l'élection sénatoriale en obtenant 85,7 % des voix contre 14,3 % pour son unique adversaire James Vandermaas. Le 3 novembre 2020, elle perd l'élection sénatoriale (en) en ne recueillant que 33,25 % des suffrages exprimés, soit près de deux fois moins que Jim Risch (62,62 %) qui rempile sur un troisième mandat au Congrès.  